# Habenaria huberi
Habenaria huberi är en orkidéart som beskrevs av Germán Carnevali och G.Morillo. Habenaria huberi ingår i släktet Habenaria och familjen orkidéer. Inga underarter finns listade i Catalogue of Life.